# 궁정론

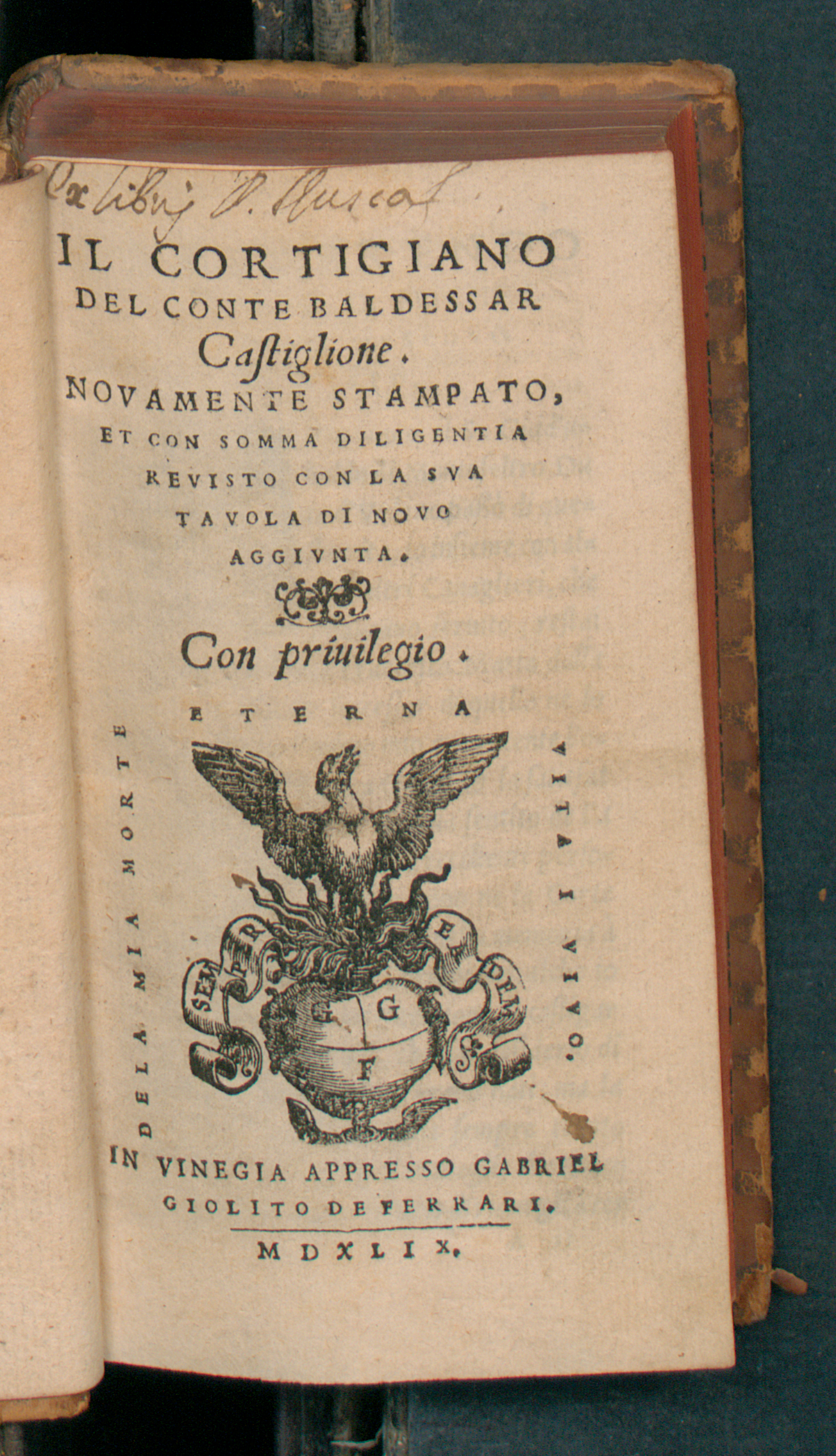
Cortegiano, 1549

궁정론(이탈리아어: Il Cortegiano 이탈리아어 발음: [il korteˈdʒaːno], The Book of the Courtier)은 유서깊은 매너 교본(courtesy book)이다. 발다사레 카스틸리오네가 1508년에 집필을 시작해 1528년에 베네치아의 알디네 출판에서 죽기 직전에 나왔다. 영어판은 1561년에 발간되었다. 이 책은 완벽한 신하, 더 나아가 완벽한 숙녀를 만들기 위한 목적으로 집필된 것이다.
궁정인은 사건, 대화, 철학, 수필 등 여러 가지 문어체로 쓰여진 르네상스식 대화의 전범이다. 르네상스 궁정문화의 최종 교과서로 간주되었으며 스테파노 구아초, 조반니 델라 카사 등에 의해 계속 인용되었다. 이탈리아 르네상스 문화의 가장 중요한 문헌 중 하나이다.

## 내용
이 책은 우르비노 공국의 신하들 사이에 오가는 가상 대화의 연작으로 구성되어있다. 신하들은 좋은 목소리, 우아하면서도 단호한 어휘 선정, 그리고 적절한 관용과 제스처를 알고있는 시원시원한 성격의 사람들로 묘사된다. 동시에 신하들은 용맹한 전사이고 스포츠를 숭상하며 인문학, 서양고전학, 순수미술 등의 배경이 뛰어난 사람들로 그려진다. 나흘간의 저녁시간에 그들은 모여서 궁정의 완벽한 신사는 어떠해야 하는가를 토론한다. 그들은 그 과정에서 고상함, 유머, 여성, 사랑의 본질에 대해 토론한다.

## 평가
궁정인은 16세기에 가장 널리 퍼져나간 책 중 하나이며 20개 이상의 지역에서 6개 이상의 언어로 번역되었다. 1561년에는 토마스 호비가 영어로 번역해 영국 상류층의 신사 개념에 강력한 영향을 끼쳤다.

## 참고 문헌
- 궁정론, 신승미 역, ISBN 9788993480313